# Бурдейний Анатолій Дмитрович
Анатолій Дмитрович Бурдейний (10 червня 1934, с. Котляреве, нині Жовтн. р-ну Микол. обл. — 4 жовтня 2014, м. Київ) — танцюрист, балетмейстер. Заслужений артист УРСР (1968). Творчий шлях розпочав у худож. самодіяльності. 1951—1956 — артист Херсонської філармонії, 1956—1967 — Державного заслуженого ансамблю танцю УРСР; 1967—1976 — танцюрист і балетмейстер низки військ. ансамблів пісні й танцю; худож. кер. і балетмейстер нар. ансамблю «Дударик» (1976—1998) та створеного ним дит. ансамблю «Любич» (від 2000). Для танцю Бурдейного характерні динамічність, експресивність, сценічна виразність. Виконував сольні партії в хореогр. мініатюрах і танцях «Ми з України», «Повзунець», «Шевчики» та ін. У складі ансамблів гастролював у Канаді, Мексиці, Франції, Арґентині, Чехословаччині, Марокко, Бельгії та ін.
Автор декількох десятків постановок.

## Джерело
- Енциклопедія Сучасної України. Стаття В. Д. Туркевич